# Pierwszy rząd Giuliana Amato

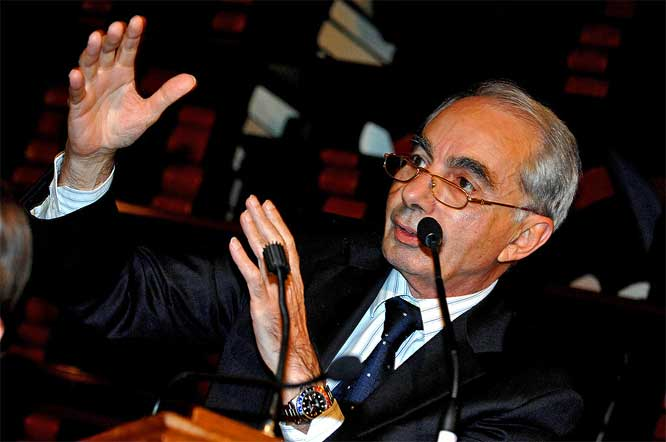
Giuliano Amato

Pierwszy rząd Giuliana Amato – rząd Republiki Włoskiej funkcjonujący od 28 czerwca 1992 do 28 kwietnia 1993.
Gabinet powstał po wyborach parlamentarnych w 1992 do Izby Deputowanych i Senatu XI kadencji. W skład koalicji popierającej rząd weszły Chrześcijańska Demokracja (DC), Włoska Partia Socjalistyczna (PSI), Włoska Partia Socjaldemokratyczna (PSDI) i Włoska Partia Liberalna (PLI). Funkcjonowanie gabinetu przypadło na okres gwałtownych przekształceń na włoskiej scenie politycznej związanej z ujawnianiem afer korupcyjnych i gospodarczych (tzw. Tangentopoli). 22 kwietnia 1993 Giuliano Amato podał się do dymisji po blisko 10 miesiącach urzędowania.

## Skład rządu
- premier: Giuliano Amato (PSI)
- ministrowie bez teki:
  - minister spraw społecznych: Adriano Bompiani (DC)
  - minister obszarów miejskich: Carmelo Conte (PSI)
  - minister koordynowania polityki wspólnotowej i spraw regionalnych: Raffaele Costa (PLI, do 21 lutego 1993), Gianfranco Ciaurro (PLI, od 21 lutego 1993)
  - minister ds. koordynacji obrony cywilnej: Ferdinando Facchiano (PSDI)
  - minister ds. reorganizacji państwa: Paolo Baratta (bezp., od 21 lutego 1993)
- minister spraw zagranicznych: Vincenzo Scotti (DC, do 29 lipca 1992), Giuliano Amato (PSI, od 29 lipca 1992 do 1 sierpnia 1992, p.o.), Emilio Colombo (DC, od 1 sierpnia 1992)
- minister spraw wewnętrznych: Nicola Mancino (DC)
- minister sprawiedliwości: Claudio Martelli (PSI, do 10 lutego 1993), Giovanni Conso (bezp., od 10 lutego 1993)
- minister obrony: Salvo Andò (PSI)
- minister budżetu i planowania gospodarczego: Franco Reviglio (PSI, do 21 lutego 1993), Beniamino Andreatta (DC, od 21 lutego 1993)
- minister finansów: Giovanni Goria (DC, do 19 lutego 1993), Franco Reviglio (PSI, od 21 lutego 1993 do 30 marca 1993), Giuliano Amato (PSI, od 1 kwietnia 1993, p.o.)
- minister skarbu: Piero Barucci (DC)
- minister przemysłu, handlu i rzemiosła: Giuseppe Guarino (DC)
- minister zasobów państwowych: Giuseppe Guarino (DC, do 21 lutego 1993, p.o.)
- minister rolnictwa i leśnictwa: Giovanni Angelo Fontana (DC, do 21 marca 1993), Alfredo Luigi Diana (DC, od 22 marca 1993)
- minister robót publicznych: Francesco Merloni (DC)
- minister transportu: Giancarlo Tesini (DC)
- minister marynarki handlowej: Giancarlo Tesini (DC, p.o.)
- minister handlu zagranicznego: Claudio Vitalone (DC)
- minister poczty i telekomunikacji: Maurizio Pagani (PSDI)
- minister zdrowia: Francesco De Lorenzo (PLI, do 21 lutego 1993), Raffaele Costa (PLI, od 21 lutego 1993)
- minister pracy i ochrony socjalnej: Nino Cristofori (DC)
- minister kultury: Alberto Ronchey (bezp.)
- minister edukacji publicznej: Rosa Russo Iervolino (DC)
- minister środowiska: Carlo Ripa di Meana (PSI, do 7 marca 1993), Valdo Spini (PSI, od 9 marca 1993)
- minister turystyki: Margherita Boniver (PSI)
- minister szkolnictwa wyższego, badań naukowych i technologii: Alessandro Fontana (DC)